# 大靖
大靖（たいせい）は、台湾で黄国鎮が樹立を宣言した軍事政権である、大靖政権が用いた私年号。1897年1月-1898年11月25日。
台湾の歴史において台湾独自に制定した最後の年号である。

## 西暦・干支との対照表
| 大靖 | 元年     | 2年      |
| 西暦 | 1897年   | 1898年   |
| 干支 | 丁酉     | 戊戌     |
| 清   | 光緒23年 | 光緒24年 |
| 日本 | 明治30年 | 明治31年 |